# Réserve naturelle du Grand Arctique
La réserve naturelle du Grand Arctique (en russe : Большой Арктический государственный природный заповедник, Bolchoï Arktitcheski gossoudarstvenny prirodny zapovednik) est une réserve naturelle située dans le kraï de Krasnoïarsk en Russie. Avec une superficie de 41 692 km2 (dont 9 809 km2 d'eau), c'est la réserve naturelle la plus vaste de Russie et l'une des plus grandes du monde. Elle ne doit pas être confondue avec le parc national de l'Arctique russe, plus à l'ouest.

## Historique
Elle est instaurée le 11 mai 1993 par la résolution n° 431 du gouvernement de la fédération de Russie. Les réserves naturelles sont désignées en russe par le terme de zapovednik que l'on peut traduire par « sanctuaire ».

## Géographie

Situation de la réserve naturelle

Du fait de sa structure morcelée, la réserve s'étend sur 1 000 km de l'ouest à l'est et sur 500 km du nord au sud. Elle est divisée en sept secteurs :
- Dikson-Sibiriakovski (200 000 ha)
- Îles de la mer de Kara (400 000 ha) qui comprend les îles Sergueï Kirov, l'île Voronine, les îles Izvestia, les îles de l'Institut Arctique, l'île Sverdrup, les îles Pakhtoussov, l'île de la Solitude, l'île Neupokoev, l'île Nansen et de nombreux îlots.
- Piassinski (1 100 000 ha)
- Baie de Middendorff (69 000 ha)
- Archipel Nordenskiöld (500 000 ha)
- Nijniaïa Taïmyra (1 900 000 ha)
- Péninsule Tcheliouskine (35 000 ha)

## Faune et flore
La faune et la flore prospèrent dans le Grand Arctique à l'abri des activités humaines.
On recense 18 espèces de mammifères sur le territoire de la réserve, dont quatre espèces d’animaux marins, et 29 espèces de poissons.
Parmi les animaux protégés, les plus importants sont l'ours polaire, le renard polaire, le harfang des neiges, le renne, le boeuf musqué et la baleine blanche. Les renards arctiques, les carcajous, les hermines, les lemmings sont communs. Dans les eaux de la mer de Kara, on trouve des morses, des bélugas, des phoques communs et des phoques barbus.
La réserve abrite 124 espèces d’oiseaux, dont 55 espèces nichent sur son territoire. Parmi les oiseaux migrateurs nichant à Taïmyr, six espèces rares sont répertoriées dans le Livre rouge de Russie : le pygargue à queue blanche, l’oie à gorge rouge, le plongeon arctique, le faucon gerfaut, le faucon pèlerin et le cygne siffleur.